# Ricohombre
Mit Ricohombre (Plural: Ricoshombres) wurde im Mittelalter eine Person bezeichnet, die zur obersten von vier Adelsschichten der Iberischen Halbinsel gehörte. Die Herkunft des Begriffs wird dadurch erklärt, dass in frühen Zeiten die mutigsten Krieger den größten Anteil an der Beute hatten und somit die wohlhabendsten waren.
Ricoshombres gab es in den Königreichen Aragón, Kastilien, Navarra und Portugal, nicht hingegen in Katalonien. In Aragón bildeten sie eine von vier Klassen („brazos“) der Cortes de Aragón, neben den Caballeros, also dem einfachen Adel, den Klerikern und den Städten, anders als in Katalonien, wo die Cortes nur aus drei Klassen, dem Adel, dem Klerus und den Städten bestand.
In Aragón betrachteten die Ricoshombres sich selbst als Nachkommen der ursprünglichen Eroberer des Landes und  gingen davon aus, dass sie anfangs unmittelbare Vasallen der Frankenkönige in der Spanischen Mark waren, und der König selbst nur ein primus inter pares (anders in Kastilien: hier war der König der Vertreter Gottes auf Erden). Sie leisteten ihm militärische Dienste, persönlich und indem sie Ritter stellten, und erhielten im Gegenzug Land oder Rentenzahlungen bestimmter Städte auf Lebenszeit (honores), die anfangs nicht vererblich waren, sondern bis 1196 (dem Todesjahr Alfons II.) mit dem Wechsel des Monarchen verfielen und vom neuen König jedes Mal neu verteilt wurden. Die Ricoshombres gehörten somit zum Geburts- und Besitzadel und unterschieden sich auch dadurch vom Adel Kataloniens.
Sie konnten nicht ohne weiteres zur Rechenschaft gezogen werden, waren von körperlicher Bestrafung ausgenommen, und unterstanden auch nur der Gerichtsbarkeit ihresgleichen. Sie hatten zwei Monate im Jahr Kriegsdienst zu leisten, auch länger, sofern der König für ihre Kosten aufkam. König Peter II. (regierte 1196–1213) gestand schließlich die Vererbbarkeit zu und erhielt im Gegenzug dafür die oberste Gerichtsbarkeit. Jedoch konnte lediglich ein Sohn eines Ricohombre den Titel erben, während die übrigen in die niedrigere Adelsklasse der Caballeros, zurückfielen.
Als König Jakob I. (regierte 1213–1276) eine neue Gruppe von Ricoshombres schuf, die „Ricoshombres de la mesnada“, einen Dienstadel, der aus Personen bestand, die dem königlichen Haushalt angehörten, erzeugte er durch diese Entscheidung so starkem Widerstand, dass er 1265 auf den Cortes von Exea zusagte, honores nur den bisherigen Ricoshombres zukommen zu lassen.
Im 14. Jahrhundert war der Titel Ricohombre in Kastilien so verbreitet, dass ein neuer Titel geschaffen wurde, der des Granden, der von Inhabern zeitweise parallel geführt führte, bis der neue Titel den alten ganz verdrängte.